# Pyrinia itunaria
Pyrinia itunaria là một loài bướm đêm trong họ Geometridae.